# 何淑萍 (臺灣民航局)
何淑萍，台灣官員，畢業於淡江大學交通管理學系、中央大學土木工程研究所碩士。現任交通部民航局長。